# Марта Кінг
Марта Кінг (англ. Martha King; 1803 — 31 травня 1897) — перша новозеландська жінка-ботанічний ілюстратор, засновниця шкіл в округах Вангануї та Нью-Плімут. Вона була талановитим садівником і шкільною вчителькою.

## Біографія

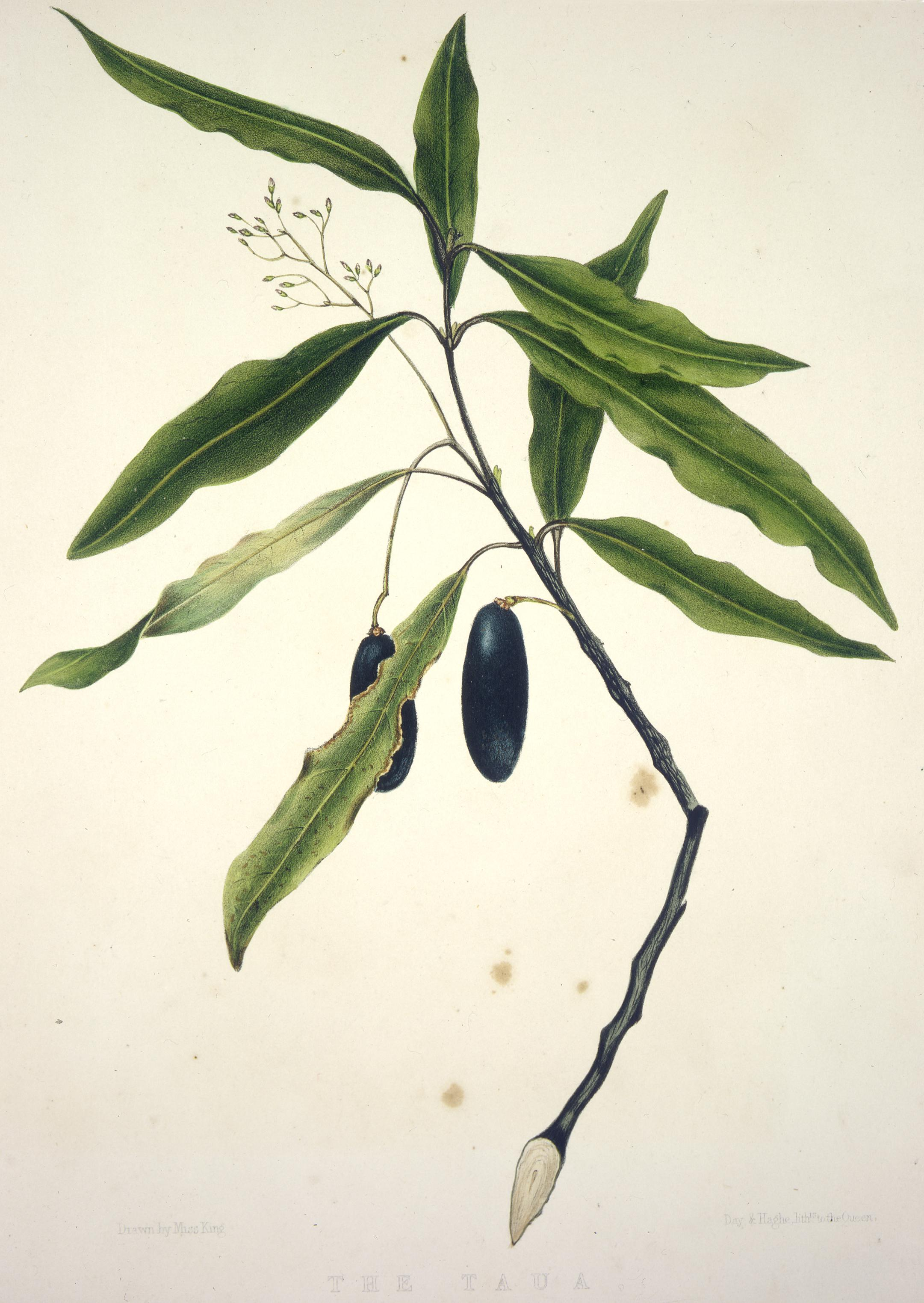
Тауа, велике лісове дерево, намальоване Кінг у 1842 році

Марта Кінг народилася в Ірландії у 1802 або 1803 році. Сім'я була соцініанами, і цілком можливо, що Кінг працювала гувернанткою до еміграції. Вона емігрувала до Нової Зеландії у грудні 1840 року, прибувши до Веллінгтона на борту барка «Лондон» разом зі своєю старшою сестрою Марією та братом Семюелем Пофемом Кінгом.
З Веллінгтона Кінги відпливли до Вангануї на борту «Елізабет», прибувши 27 лютого 1841 року, і стали засновниками нового міста. Вони придбали частину землі, яку придбав полковник Вільям Вейкфілд для «New Zealand Company». Семюель Кінг побудував два будинки, а Марта Кінг та її сестра незабаром відкрили першу школу у Вангануї. Школа була популярною, сестри добре балансували між дисципліною та добротою.
У грудні 1847 року сім'я Кінг переїхала до Нью-Плімута на борту «Ральф Бернал». У Нью-Плімуті Марта знову відкрила школу разом зі своєю сестрою Марією та невісткою Мері Джейн Кінг. Школа також використовувалося для інших культурних заходів та балів, що відображало помітну присутність Кінгів у громадському житті Нью-Плімута Обидві сестри також ткали льон для виготовлення полотна, сумок та інших виробів, щоб поповнити свій дохід. Кінг створила «гарний сад», і їй важко було його покинути, коли вона тимчасово переїхала до Окленда для безпеки під час Першої Таранакської війни 1860–1861 років.
Марта Кінг померла у своєму будинку в Нью-Плімуті 31 травня 1897 року у віці 94 років.

## Діяльність

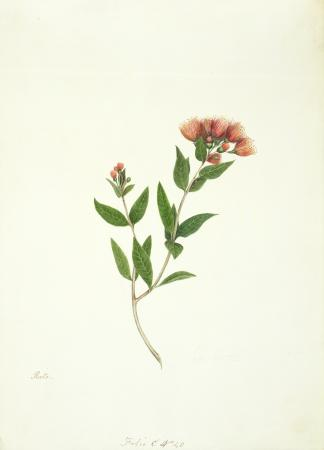
Акварель новозеландської рати, робота Марти Кінг, 1842 рік

Марта Кінг був однією з перших британських та ірландських поселенців, які займалися ботанічною ілюстрацією, щоб «заробити собі на життя в суворих умовах».
У вересні 1842 року Веллінгтонське садівниче та ботанічне товариство доручило Кінг підготувати два комплекти малюнків зразків флори Нової Зеландії, один для передачі директорам «New Zealand Company», а іншу до Королівського садівничого товариства у Лондон. Невідомо чому саме Кінг була обрана цією комісією. У січні 1843 року був готовий перший набір із 40 акварелей, і він надійшов до «New Zealand Company» в Лондоні у вересні 1843 року; у 1981 році його придбала Національна бібліотека Нової Зеландії. Другий набір зник безслідно.
У 1845 році чотири літографії Кінг з’явилися в «Ілюстраціях до пригод у Новій Зеландії» Едварда Джернінгема Вейкфілда.
Окрім ботанічних акварелей, усе, що залишилося від роботи Кінг, це 16 ескізів олівцем із пейзажами Веллінгтона, Вангануї та Нью-Плімута, датованих між 1841 і 1859 роками. Хоча пізніше Кінг виставлялася на Сіднейській міжнародній виставці 1879 року, інші її роботи не збереглися.

## Визнання
У 2017 році Марту Кінг було відзначено у проєкті «150 жінок у 150 словах» Королівського товариства Te Apārangi, який відображав внесок жінок у розвиток знань у Новій Зеландії.